# Роггентин (Миров)
Роггентин (нем. Roggentin) — община в Германии, в земле Мекленбург-Передняя Померания, входит в район Мекленбургише-Зеенплатте, и объединён в городском округе Миров.
Население составляет 636 человека (на 31 декабря 2013 года). Занимает площадь 72,29 км².

## История
Первое упоминание о поселении относится к 1301 году.
25 мая 2014 года, Роггентин был присоединён к городскому округу Миров.

## Галерея

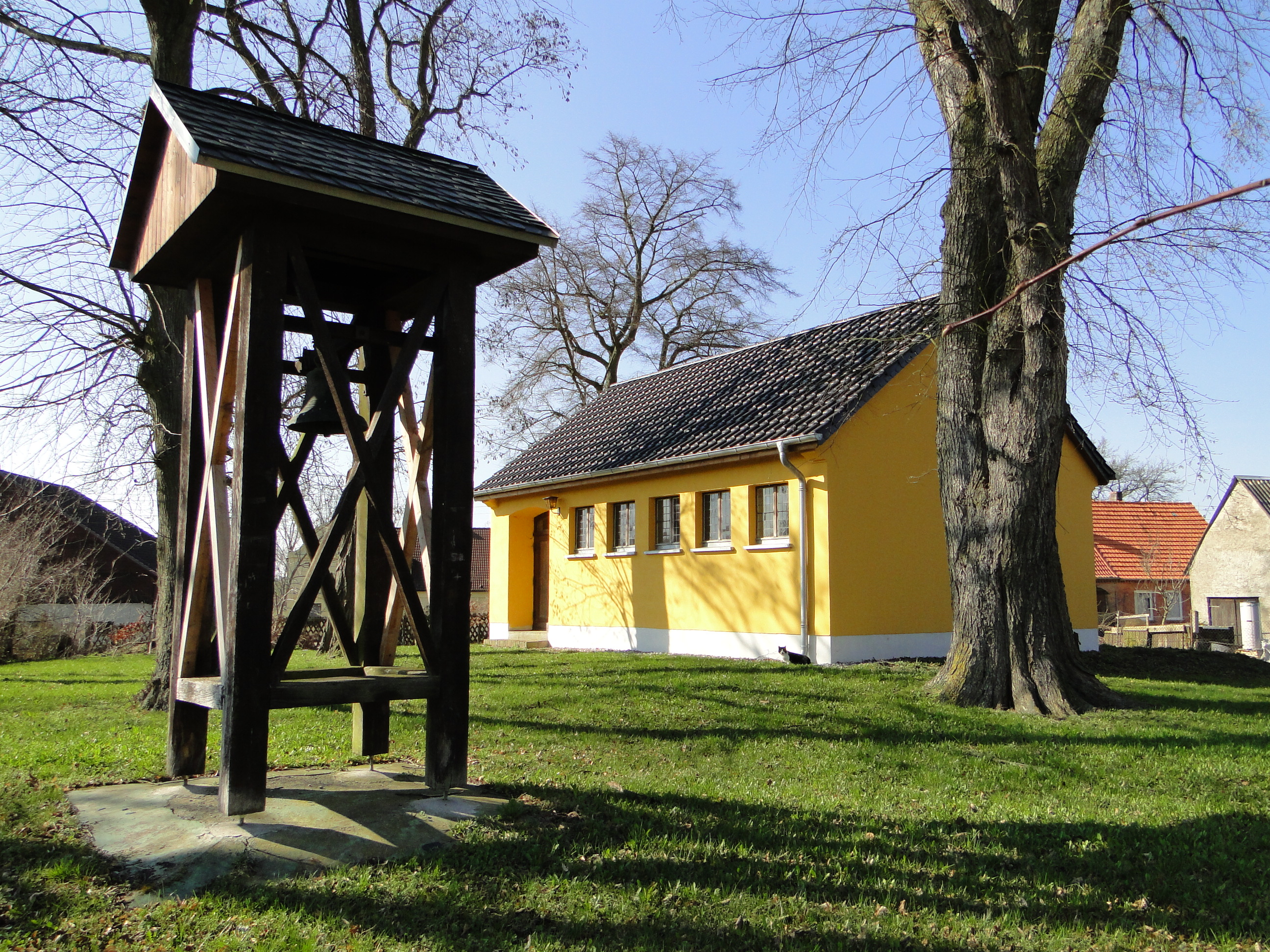
Колокольня и церковь в Роггентине
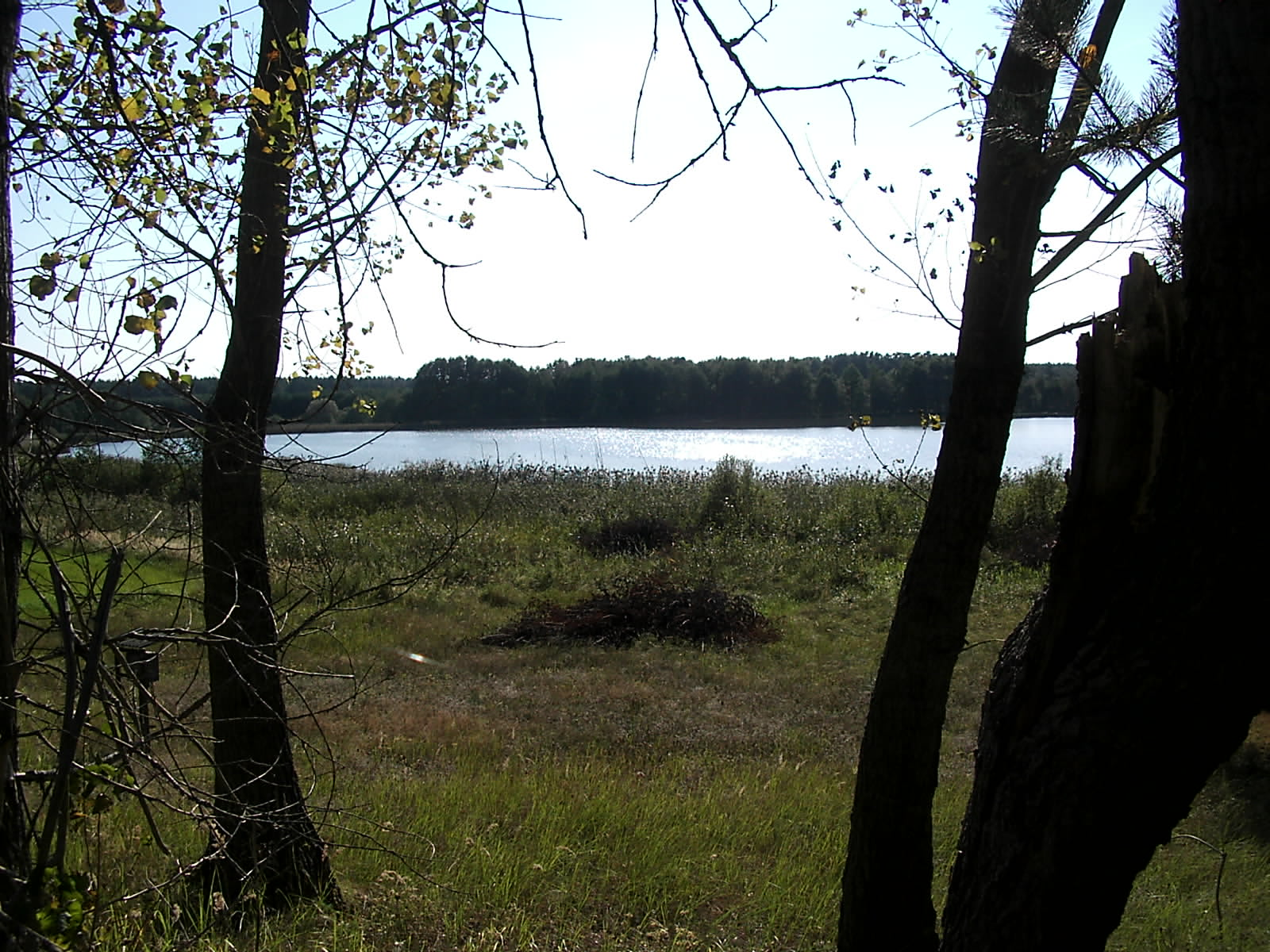
Озеро Ротер, вблизи Роггентина